# Жељезница (притока Босне)
Жељезница је река у средњој Босни и Херцеговини, десна притока реке Босне. Припада Црноморском сливу. Настаје од Храсничког и Годињског потока, који извиру на планини Трескавици (2088 м).
Годињски поток извире из Годињске пећине, код села Годиња, испод брда Орловача, на источним падинама Трескавице. Пећина је дубока око 30 метара, а поток излази на површину земље 50-ак метара испод пећине. У близини села Дуге Њиве налази се водопад, на коме је река падајући са висине направила удубљење у облику каце, по коме је место добило назив Каце.
Испод Шишана и у близини Козије Луке, из Великог језера на Трескавици, отиче поток Глибавац. Овај поток, након топљења снега, пада низ стене испод Козје Луке у тридесет метара дубоку провалију, правећи водопад Скок, који лети пресушује. Овај водени ток се наставља у Храснички поток.
Храснички и Годињски поток се састају код села Турови и формирају реку Жељезницу.
Недалеко од свог настанка Жељезница, након неколико стотина метара мирног тока, улази у уски кањон, кречњачку греду у којој је удубила своје корито. Ово корито је вода стварала стотинама година, јако ударајући у камен и наносећи разне материјале. Удубљења су широка између 30 и 70 cm и дубока између пола и једног метра. Пошто се на том месту река нагло сужава, огромна количина воде ствара слапове и вирове, па изгледа као да ври. Због тога је народ из околних села та удубљења прозвао казани или лонци. Кањон од кречњака је дуг око 150 метара, ширине 2 метра и дубине 12 метара. Корито Казана је бело, углачано, пуно џиновских лонаца и брзака. Ова веома редак природни феномен и представљају најатрактивније место у кањону Жељезнице, због кога је цео кањон познат под именом Казани. До Казана је река чиста и у њој се може купати. Купање се не препоручује у наставку речног тока, због великог загађења, јер пролази кроз најнасељенију и најиндустријализованију регију Босне и Херцеговине.
Највеће притоке Жељезнице су Црна река, која се улива испод Трнова и Бијела река, која се улива код Доње Пресјенице.
У њеном горњем току речно корито је широко од 4 до 10 метара, док дубина на брзацима износи око 30–50 cm, а у вировима до 1 метра и више. Испод ушћа Бијеле и Црне ријеке дубине достижу и до 3 метра, посебно у тесним и дубоким вировима.
До друге половине 20. века Жељезница је била изузетно богата рибом, између осталих било је младица, поточне пастрмке, липљена, клене, мрене, шкобаља. Риба је могла да се лови сваком риболовном техником. Сада рибе готово и да нема, због загађења.
На реци се налази хидроцентрала Богатић, инсталационе снаге 6,5 MW, која је саграђена неколико година након Другог светског рата.
Ушће Жељезнице у Босну лежи насупрот селу Осјеку у Сарајевском пољу, Источно Сарајево, Република Српска. Дужина тока је 30 km. Река протиче кроз Трново, Кијево, те кроз урбани део града Источно Сарајево.

## Клима
Слив реке Жељезнице обухвата предјеле између великих планина, Трескавице на западу, Јахорине на истоку и југу, а са сјеверозапада Бјелашнице. Надморска висина ових предела креће се између 550 м надморске висине (Крупачке стијене), па све до 1900 м (Јахорина), односно 2000 м (Трескавица и Бјелашница).
Клима слива реке Жељезнице је умјереноконтинентална у доњем току (испод Крупачких стијена). На висинама изнад 600 метара надморске висине је умјереноконтинентална клима претпланинског типа, изнад 1100 мнм планинска, док је на висинама преко 1700 метара планинска клима алпског типа. Средње годишње температуре у периоду 1961-1990 су се кретале у распону од 9 °C до 8 °C у доњем току Жељезнице, а од 8 °C до 6 °C у горњем сливу.